# Grande Prêmio do Canadá de 1992
Resultados do Grande Prêmio do Canadá de Fórmula 1 realizado em Montreal em 14 de junho de 1992. Sétima etapa do campeonato, foi vencido pelo austríaco Gerhard Berger, da McLaren-Honda, com Michael Schumacher em segundo pela Benetton-Ford e Jean Alesi em terceiro pela Ferrari.

## Resumo
- Primeiros pontos de Karl Wendlinger e Erik Comas.
- Com o quarto lugar de Wendlinger, os 2 pontos obtidos pelo austríaco foram os últimos da equipe March na F-1.
- Primeiro abandono de Nigel Mansell na temporada.

## Classificação da prova

### Pre-classificação
| Pos. | Nº | Piloto           | Construtor           | Tempo    | Dif.     |
| ---- | -- | ---------------- | -------------------- | -------- | -------- |
| 1    | 9  | Michele Alboreto | Footwork-Mugen/Honda | 1:25.068 | —        |
| 2    | 29 | Bertrand Gachot  | Venturi-Lamborghini  | 1:25.358 | + 0.290  |
| 3    | 30 | Ukyo Katayama    | Venturi-Lamborghini  | 1:27:309 | + 2.241  |
| 4    | 14 | Andrea Chiesa    | Fondmetal-Ford       | 1:29.562 | + 4.494  |
| 5    | 34 | Roberto Moreno   | Andrea Moda-Judd     | 1:43.557 | + 18.489 |

### Treinos
| Pos.    | Nº | Piloto               | Construtor           | Q1       | Q2       | Dif.    |
| ------- | -- | -------------------- | -------------------- | -------- | -------- | ------- |
| 1       | 1  | Ayrton Senna         | McLaren-Honda        | 1:19.775 | 1:20.590 | —       |
| 2       | 6  | Riccardo Patrese     | Williams-Renault     | 1:19.872 | 1:21.075 | + 0.097 |
| 3       | 5  | Nigel Mansell        | Williams-Renault     | 1:20.157 | 1:19.948 | + 0.173 |
| 4       | 2  | Gerhard Berger       | McLaren-Honda        | 1:20.145 | 1:21.038 | + 0.370 |
| 5       | 19 | Michael Schumacher   | Benetton-Ford        | 1:20.456 | 1:21.045 | + 0.681 |
| 6       | 12 | Johnny Herbert       | Lotus-Ford           | 1:21.645 | 1:23.043 | + 1.870 |
| 7       | 20 | Martin Brundle       | Benetton-Ford        | 1:22.408 | 1:21.738 | + 1.963 |
| 8       | 27 | Jean Alesi           | Ferrari              | 1:21.777 | 1:22.033 | + 2.002 |
| 9       | 28 | Ivan Capelli         | Ferrari              | 1:22.297 | 1:26.259 | + 2.522 |
| 10      | 11 | Mika Häkkinen        | Lotus-Ford           | 1:22.360 | 1:22.787 | + 2.585 |
| 11      | 30 | Ukyo Katayama        | Venturi-Lamborghini  | 1:22.510 | 1:33.438 | + 2.735 |
| 12      | 16 | Karl Wendlinger      | March-Ilmor          | 1:22.778 | 1:22.566 | + 2.791 |
| 13      | 24 | Gianni Morbidelli    | Minardi-Lamborghini  | 1:22.594 | 1:23.028 | + 2.819 |
| 14      | 4  | Andrea de Cesaris    | Tyrrell-Ilmor        | 1:22.635 | 1:23.948 | + 2.860 |
| 15      | 22 | Pierluigi Martini    | Dallara-Ferrari      | 1:24.144 | 1:22.850 | + 3.075 |
| 16      | 9  | Michele Alboreto     | Footwork-Mugen-Honda | 1:22.878 | 1:23.022 | + 3.103 |
| 17      | 32 | Stefano Modena       | Jordan-Yamaha        | 1:23.023 | 1:23.572 | + 3.248 |
| 18      | 15 | Gabriele Tarquini    | Fondmetal-Ford       | 1:24.281 | 1:23.063 | + 3.288 |
| 19      | 29 | Bertrand Gachot      | Venturi-Lamborghini  | 1:23.410 | 1:23.138 | + 3.363 |
| 20      | 17 | Paul Belmondo        | March-Ilmor          | 1:24.852 | 1:23.189 | + 3.414 |
| 21      | 25 | Thierry Boutsen      | Ligier-Renault       | 1:23.425 | 1:23.203 | + 3.428 |
| 22      | 26 | Erik Comas           | Ligier-Renault       | 1:23.537 | 1:23.212 | + 3.437 |
| 23      | 21 | J. J. Lehto          | Dallara-Ferrari      | 1:23.793 | 1:23.249 | + 3.474 |
| 24      | 33 | Maurício Gugelmin    | Jordan-Yamaha        | 1:23.431 | 1:24.640 | + 3.656 |
| 25      | 23 | Christian Fittipaldi | Minardi-Lamborghini  | 1:23.759 | 1:23.433 | + 3.658 |
| 26      | 3  | Olivier Grouillard   | Tyrrell-Ilmor        | 1:23.469 | 1:24.060 | + 3.694 |
| 27      | 10 | Aguri Suzuki         | Footwork-Mugen-Honda | 1:23.958 | 1:23.721 | + 3.946 |
| 28      | 7  | Eric van de Poele    | Brabham-Judd         | 1:24.858 | 1:24.499 | + 4.724 |
| 29      | 14 | Andrea Chiesa        | Fondmetal-Ford       | 1:25.044 | 1:25.612 | + 5.837 |
| 30      | 8  | Damon Hill           | Brabham-Judd         | 1:26.641 | 1:25.812 | + 6.037 |
| Fontes: |    |                      |                      |          |          |         |

### Corrida
| Pos.    | Nº | Piloto               | Construtor           | Voltas | Tempo/Diferença | Grid | Pontos |
| ------- | -- | -------------------- | -------------------- | ------ | --------------- | ---- | ------ |
| 1       | 2  | Gerhard Berger       | McLaren-Honda        | 69     | 1:37:08.299     | 4    | 10     |
| 2       | 19 | Michael Schumacher   | Benetton-Ford        | 69     | + 12.401        | 5    | 6      |
| 3       | 27 | Jean Alesi           | Ferrari              | 69     | + 1:07.327      | 8    | 4      |
| 4       | 16 | Karl Wendlinger      | March-Ilmor          | 68     | + 1 volta       | 12   | 3      |
| 5       | 4  | Andrea de Cesaris    | Tyrrell-Ilmor        | 68     | + 1 volta       | 14   | 2      |
| 6       | 26 | Erik Comas           | Ligier-Renault       | 68     | + 1 volta       | 22   | 1      |
| 7       | 9  | Michele Alboreto     | Footwork-Mugen/Honda | 68     | + 1 volta       | 16   |        |
| 8       | 22 | Pierluigi Martini    | Dallara-Ferrari      | 68     | + 1 volta       | 15   |        |
| 9       | 21 | J. J. Lehto          | Dallara-Ferrari      | 68     | + 1 volta       | 23   |        |
| 10      | 25 | Thierry Boutsen      | Ligier-Renault       | 67     | + 2 voltas      | 21   |        |
| 11      | 24 | Gianni Morbidelli    | Minardi-Lamborghini  | 67     | + 2 voltas      | 13   |        |
| 12      | 3  | Olivier Grouillard   | Tyrrell-Ilmor        | 67     | + 2 voltas      | 26   |        |
| 13      | 23 | Christian Fittipaldi | Minardi-Lamborghini  | 65     | + 4 voltas      | 25   |        |
| 14      | 17 | Paul Belmondo        | March-Ilmor          | 64     | + 5 voltas      | 20   |        |
| Ret     | 30 | Ukyo Katayama        | Venturi-Lamborghini  | 61     | Motor           | 11   |        |
| Ret     | 20 | Martin Brundle       | Benetton-Ford        | 45     | Transmissão     | 7    |        |
| Ret     | 6  | Riccardo Patrese     | Williams-Renault     | 43     | Câmbio          | 2    |        |
| Ret     | 1  | Ayrton Senna         | McLaren-Honda        | 37     | Pane elétrica   | 1    |        |
| Ret     | 32 | Stefano Modena       | Jordan-Yamaha        | 36     | Transmissão     | 17   |        |
| Ret     | 11 | Mika Häkkinen        | Lotus-Ford           | 35     | Câmbio          | 10   |        |
| Ret     | 12 | Johnny Herbert       | Lotus-Ford           | 34     | Embreagem       | 6    |        |
| Ret     | 28 | Ivan Capelli         | Ferrari              | 18     | Rodou           | 9    |        |
| Ret     | 5  | Nigel Mansell        | Williams-Renault     | 14     | Rodou           | 3    |        |
| Ret     | 33 | Maurício Gugelmin    | Jordan-Yamaha        | 14     | Transmissão     | 24   |        |
| DSQ     | 29 | Bertrand Gachot      | Venturi-Lamborghini  | 14     | Desclassificado | 19   |        |
| Ret     | 15 | Gabriele Tarquini    | Fondmetal-Ford       | 0      | Transmissão     | 11   |        |
| DNQ     | 10 | Aguri Suzuki         | Footwork-Mugen/Honda |        |                 |      |        |
| DNQ     | 7  | Eric van de Poele    | Brabham-Judd         |        |                 |      |        |
| DNQ     | 14 | Andrea Chiesa        | Fondmetal-Ford       |        |                 |      |        |
| DNQ     | 8  | Damon Hill           | Brabham-Judd         |        |                 |      |        |
| DNPQ    | 34 | Roberto Moreno       | Andrea Moda-Judd     |        |                 |      |        |
| Fontes: |    |                      |                      |        |                 |      |        |

## Tabela do campeonato após a corrida
| Pos.    | Piloto             | Pontos |
| ------- | ------------------ | ------ |
| 1       | Nigel Mansell      | 56     |
| 2       | Riccardo Patrese   | 28     |
| 3       | Michael Schumacher | 26     |
| 4       | Ayrton Senna       | 18     |
| 5       | Gerhard Berger     | 18     |
| Fontes: |                    |        |

| Pos.    | Construtor           | Pontos |
| ------- | -------------------- | ------ |
| 1       | Williams-Renault     | 84     |
| 2       | McLaren-Honda        | 36     |
| 3       | Benetton-Ford        | 31     |
| 4       | Ferrari              | 13     |
| 5       | Footwork-Mugen/Honda | 5      |
| Fontes: |                      |        |

- Nota: Somente as primeiras cinco posições estão listadas.